# Korona Farah Pahlawi

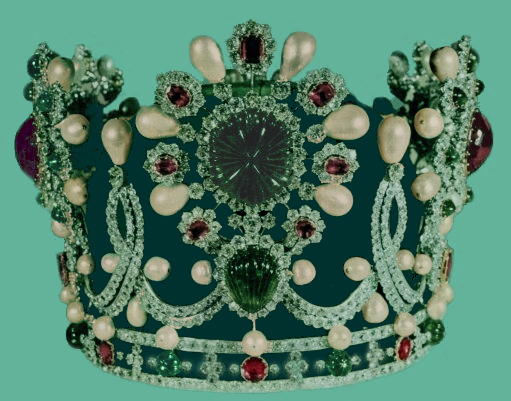
Korona Farah Pahlawi

Korona Farah Pahlawi – diadem cesarski wykonany na zamówienie szacha Iranu, Mohammada Rezy Pahlawiego w 1967 roku. Insygnium koronacyjne szachbanu Farah Pahlawi.
Korona ta została zrobiona przez francuskiego jubilera Pierre'a Arpel z firmy Van Cleef & Arpels, któremu szach Iranu Mohammad Reza Pahlawi zlecił wykonanie klejnotów i drogocennych ozdób na koronację cesarską swoją i swojej małżonki w 1967 roku w pałacu Golestan w Teheranie.
Diadem koronacyjny Farah Pahlawi składa się ze szkieletu wykonanego z platyny i umieszczonego wewnątrz niego zamszowego, szmaragdowozielonego czepca. Front insygnium zdobią dwa ciemne szmaragdy i dwa duże spinele. Ponadto korona wysadzana jest przez wiele innych mniejszych drogocennych kamieni szlachetnych: 32 szmaragdy, 33 spinele i rubiny, 105 pereł i 1469 diamentów.
Korona koronacyjna Farah Pahlawi przechowywana jest obecnie w skarbcu Irańskiego Banku Państwowego w Teheranie.